# 莫吉利察河
53°58′58″N 16°00′24″E / 53.9827°N 16.0066°E
莫吉利察河是波蘭的河流，位於該國西北部，處於西波美拉尼亞省，屬於帕爾森塔河的左支流，河道全長44公里，流域面積150平方公里。